# Michel Kervaire
Michel André Kervaire (* 26. April 1927 in Częstochowa, Polen; † 19. November 2007 in Genf) war ein Schweizer Mathematiker, der sich vor allem mit Topologie (Differentialtopologie, algebraische Topologie) und Algebra beschäftigte.

## Leben
Er war der Sohn des französischen Industriellen André Kervaire und besuchte in Frankreich die Mittelschule, bevor er von 1947 bis 1952 an der Eidgenössischen Technischen Hochschule Zürich studierte, wo er 1955 mit der Dissertation Courbure intégrale généralisée et homotopie bei Heinz Hopf promoviert wurde. Von 1959 bis 1971 war er Professor am Courant Institute of Mathematical Sciences of New York University und dann bis zu seiner Emeritierung 1997 an der Universität Genf. 1962 wurde er Sloan Research Fellow.
Kervaire zeigte als erster die Existenz topologischer Mannigfaltigkeiten ohne differenzierbare Strukturen (mit seiner Kervaire-Invariante) und berechnete mit John Milnor die Anzahl verschiedener differenzierbarer Strukturen auf deshalb so genannten „exotischen Sphären“. Dabei definieren beide erstmals die später nach ihnen benannten Kervaire-Milnor-Gruppen. Er beschäftigte sich auch mit Knotentheorie in höheren Dimensionen. Das Kervaire-Invarianten-Problem (das danach fragt, in welchen Dimensionen Mannigfaltigkeiten mit nichtverschwindender Kervaire-Invariante existieren) ist ein wichtiges Problem der Topologie, an dem sich viele Mathematiker versucht haben und das noch nicht vollständig gelöst ist.
Kervaire war Ehrenmitglied der Schweizerischen Mathematischen Gesellschaft. Von 1980 bis 2001 war er Herausgeber von deren Publikationsorgan Commentarii Mathematici Helvetici. Ausserdem war er ab 1978 Herausgeber der Zeitschrift L´Enseignement Mathématique. 1962 war er Invited Speaker auf dem Internationalen Mathematikerkongress in Stockholm (Differentiable structures on spheres and homotopy) und 1958 in Edinburgh (Bernoulli numbers, homotopy groups and a theorem of Rokhlin, mit John Milnor). Die Universität Neuenburg verlieh ihm 1986 die Ehrendoktorwürde.
Zu seinen Doktoranden zählt Eva Bayer-Fluckiger.

## Schriften (Auswahl)
- A manifold which does not admit any differentiable structure. Comment. Math. Helv. 34 1960 257–270.
- mit J. Milnor: Groups of homotopy spheres. I. Ann. of Math. (2) 77 1963 504–537.
- Le théorème de Barden-Mazur-Stallings. Comment. Math. Helv. 40 1965 31–42.
- Les nœuds de dimensions supérieures. Bull. Soc. Math. France 93 1965 225–271.
- Smooth homology spheres and their fundamental groups. Trans. Amer. Math. Soc. 144 1969 67–72.
- mit S. Eliahou: Minimal resolutions of some monomial ideals. J. Algebra 129 (1990), no. 1, 1–25.
- mit S. Eliahou: Sumsets in vector spaces over finite fields. J. Number Theory 71 (1998), no. 1, 12–39.